# Johann Friedrich Laurer
Johann Friedrich Laurer (* 28. September 1798 in Bindlach; † 23. November 1873 in Greifswald) war ein deutscher Botaniker, Anatom und Pharmakologe.
Sein botanisches Autorenkürzel lautet „Laurer“, in der Bryologie ist auch das Kürzel „Laur.“ in Gebrauch. Nach ihm ist der Laurer-Kanal, ein Geschlechtsorgan der Saugwürmer benannt.

## Leben
Friedrich Laurer war ein Sohn des Bindlacher Mediziners Johann Michael Laurer (1766–1813) und dessen Ehefrau Eleonora Dorothea Pohlmann. Nach dem frühen Tod des Vaters musste Laurer die Schule abbrechen und begann in Wunsiedel eine Lehre als Apotheker. Dort lernte er David Heinrich Hoppe kennen, der ihn für die Botanik begeisterte. Ab 1818 setzte Laurer seine Ausbildung in Gefrees fort. 1821 wurde er Mitglied der Königlich Bayerischen Botanischen Gesellschaft zu Regensburg. Im Jahr 1836 wurde er zum Mitglied der Deutschen Akademie der Naturforscher Leopoldina gewählt.
Laurer freundete sich mit Christian Friedrich Hornschuch an, dem er nach Greifswald folgte, um dort an der Universität Greifswald ein Studium der Medizin und Naturwissenschaften zu beginnen. 1830 wurde er promoviert und habilitierte sich im selben Jahr als Privatdozent für Anatomie und Physiologie. 1836 wurde er zum außerordentlichen, 1863 zum ordentlichen Professor ernannt.
Seine Sammlung aus Flechten, Moosen, Blütenpflanzen und Zeichnungen schenkte er 1862 der Universität, die sie 1874 dem Staatsherbarium in Berlin übergab. 1943 ist dieses Herbarium fast vollständig verbrannt, so dass von seiner Sammlung nur etwa 100 Stücke erhalten sind.
Im Alter von 54 Jahren heiratete Friedrich Laurer die Witwe des Greifswalder Universitätsbuchhändlers Koch. Seine Frau starb schon 1858, die Ehe blieb kinderlos.
1860 wurde Laurer mit dem Roten Adlerorden 4. Klasse geehrt.